# Compagnie Internationale des Grands Hôtels
De Compagnie Internationale des Grands Hôtels (CIGH) is op 11 april 1894 opgericht als dochterbedrijf van de Compagnie Internationale des Wagons-Lits (CIWL). Deze hotelexploitatiemaatschappij had tot doel de treinreizigers van de CIWL kwalitatief goed onderdak te bieden in aansluiting op hun treinreis. De drie hotels die al voor 1894 door de CIWL werden geëxploiteerd zijn in de CIGH ondergebracht. De neergang van de CIGH kwam met de Eerste Wereldoorlog, met afstoting of sluiting van verschillende hotels tot gevolg. Tussen de twee wereldoorlogen waren er nog maar vier in bedrijf en de hotelexploitatie leefde pas na de Tweede Wereldoorlog weer op. Met uitzondering van twee hotels, zijn de overige hotels intact, en zijn gerenoveerd of worden gerenoveerd. Het Hôtel de la Plage in Oostende werd tijdens de Tweede Wereldoorlog in 1944 verwoest en het Chateau Royal d'Ardenne in Dinant brandde in 1969 af.

## Lijst met CIGH-hotels
Details en wijzigingen staan in het betreffende artikel.
| Hotel                       | Plaats         | Land                 | Exploitatie door CIGH |
| --------------------------- | -------------- | -------------------- | --------------------- |
| Avenida Palace              | Lissabon       | Portugal             | 1891                  |
| Le Bosphorus Summer Palace  | Tarabya        | Ottomaanse Rijk      | 1894                  |
| Buffet de Lyon              | Lyon           | Frankrijk            | 1900                  |
| Buffet Terminus             | Oran           | Algerije             | 1914                  |
| Chateau Royal d'Ardenne     | Dinant         | België               | 1900                  |
| Elysée Palace               | Parijs         | Frankrijk            | 1896                  |
| Ghezireh Palace             | Caïro          | Egypte               | 1894                  |
| Grand Hotel des Bains       | Cherbourg      | Frankrijk            | 1901                  |
| Grand Hotel International   | Brindisi       | Italië               | 1893                  |
| Grand Hotel des Wagons-Lits | Peking         | China                | 1904                  |
| Hotels et Bains de Hongrie  | Csorba         | Hongarije            | 1903                  |
| Maloja Palace               | Maloja         | Zwitserland          | 1895                  |
| Pavillion de Bellevue       | Meudon         | Frankrijk            | 1899                  |
| Pera Palace                 | Constantinopel | Ottomaanse Rijk      | 1894                  |
| Hôtel de la Plage           | Oostende       | België               | 1895                  |
| Quarnero                    | Abbazia        | Oostenrijk-Hongarije | 1898                  |
| Riviera Palace              | Nice           | Frankrijk            | 1893                  |
| Riviera Palace              | Monte Carlo    | Monaco               | 1899                  |
| Hôtel Royal Palace          | Oostende       | België               | 1899                  |
| Shepheards Hotel            | Caïro          | Egypte               | 1897                  |
| Hotel Terminus              | Bordeaux       | Frankrijk            | 1897                  |
| Hotel Terminus et Buffet    | Marseille      | Frankrijk            | 1900                  |
| Hotel Terminus Maritime     | Oostende       | België               | 1913                  |
| Tunesia Palace              | Tunis          | Tunesië              | 1902                  |
| Victoria Hotel              | Ismaïlia       | Egypte               | 1898                  |